# V Motors
Osnovan 2012. godine, V Motors (W Motors) je prvi proizvođač luksuznih sportskih automobila visokih performansi na Bliskom istoku. Sa sedištem u Dubaiju, kompanija je u potpunosti integrisana sa aktivnostima, uključujući dizajn automobila, istraživanje i razvoj, inženjering i proizvodnju. V Motors takođe obavlja i konsultantske usluge za automobilsku industriju u okviru svog odeljenja za specijalne operacije.
Predvođeni osnivačem i izvršnim direktorom Ralfom R. Debasom (Ralph R. Debbas) i menadžerskim timom, V Motors (W Motors) ima ograničenu proizvodinju vozila u partnerstvu sa vodećim automobilskim i proizvodnim kompanijama širom sveta, uključujući Magna Steir, Studiotorino (StudioTorino), RUF Automobil (RUF Automobile) i AKKA tehnolodžiz (AKKA Technologies).
Ime i vozila V Motors inspiraciju dobijaju od „vuka“ (wolf). Tvrdeći: „Vuk je duhovna životinja V Motorsa (W Motors). Ugrađena u DNK brenda, vučja žestina pokreće ne samo elemente snage i performansi hiper-automobila, već i divlje i agresivne dizajne.“
Prvi hiper-automobil koji je stvorio V Motors bio je Lajkan HiperSport (Lykan HyperSport), koji se pojavio u Juniversal Studios Furious 7  (Universal Studios' Furious 7). Sa samo sedam postojećih automobila, Lajkan HiperSport je ručno izrađen i poseduje karoseriju od karbonskih vlakana, patentirani sistem obrnutih dvodelnih vrata, ključ ukrašen dragim kamenjem sa prednjim svetlima obloženim dijamantima, i “holografski” interaktivni ekran. Cena Lajkan HiperSport-a je 3,4 miliona dolara.
Napisano sa „k“, V Motors-ov Lajkan dobija ime po naprednoj (hibridnoj) vrsti vukova iz mitskih legendi. 
Potpuno novi Fenir SuperSport (Fenyr SuperSport) je najnoviji hiper-automobil koji će kompanija lansirati, ograničeno izdanje sa serijom od samo 100 automobila pored 10 Fenir SuperSport „Launch Editions” (Fenyr SuperSport “Launch Editions”). Ističući sistem vrata sa otvaranjem unazad i aktivnom aerodinamikom. Karoserija Fenir SuperSport-a izrađena je od karbonskih vlakana sa širokom upotrebom kompozita grafena. 
Izrađen po meri RUF motor (RUF) je posebno razvijen tvin-turbo flat 6, motor 3.8L koji može da oslobodi 800KS. Omogućava dostizanje od 0 do 100 km/h za 2,8 sekundi i maksimalnu brzinu od 400 km/h. Početna cena je od 1,4 miliona dolara.
Fenir SuperSport je nazvan po „Fenriru“ (‘Fenrir’), monstruoznom vuku u nordijskoj mitologiji.
Sva Lajkan HiperSport vozila su rasprodata i isporučena, isporuka Fenir SuperSport modela počela je krajem 2018. godine. Potpuno novi model biće predstavljen u 2019. godini.
Pored razvoja sopstvenih superautomobila, V Motors je razvio prvo vozilo za srodnu kompaniju ICONIK Motors (ICONIQ Motors) iz Kine - ICONIK Seven , potpuno električno višenamensko vozilo.
U skladu sa strategijom V Motors-a da proširi i ojača svoje prisustvo kako na Bliskom istoku tako i na međunarodnom nivou, kompanija će započeti prvu fazu razvoja svog proizvodnog pogona u Dubaiju 2019. godine, a projekat će biti završen početkom 2020. godine. Najsavremeniji objekat će omogućiti proizvodnju sadašnjih i budućih modela V Motors-a, uključujući električna i autonomna vozila, u skladu sa vizijom Dubaija da postane „najpametniji grad na svetu“.
Novi objekat će se pridružiti dizajnerskom studiju V Motorsa i njegovoj vodećoj galeriji.

## Istorija
Razvoj marke V Motors trajao je sedam godina. Evropski proizvođači automobila Karozeria Vioti (Carrozzeria Viotti), Magna Steir (Magna Steyr), RUF Automobil (RUF Automobile) i Studiotorino (StudioTorino) bili su uključeni u razvoj V Motorsa. Inicijalna investicija iznosila je 13 miliona dolara, od kojih su neki došli iz FFA Private Bank Libana (FFA Bank), koja je postala deoničar u kompaniji. Osnivač V Motorsa Ralf R. Debas (Ralph R. Debbas) je magistrirao automobilski dizajn.
V Motors je osnovan u Libanu u julu 2012. godine.
V Motors je lansirao svoj prvi prototip model, Lajkan HiperSport, na Međunarodnom sajmu automobila u Katru, januara 2013. godine. Ubrzo nakon toga, kompanija je preselila svoje sedište u Dubai, u Ujedinjenim Arapskim Emiratima (UAE).
Takođe u 2013. godini, Juniversal Studios (Universal Studios) je naručio dvanaest Lajkan HiperSport kaskadera da se pojave u filmu „Paklene ulice 7", od kojih je jedan dostupan za javno gledanje u trezoru automobila (Car Vault) u Dubaiju. To je najskuplji automobil ikada prikazan u  „Paklene ulice" (Fast and Furious) filmovima, iako vozila koja su prikazana na ekranu nemaju šasiju od karbonskih vlakana, dijamantske ukrase ili druge super-luksuzne elemente koje Lajkan HiperSport model poseduje. Prvi prototip Lajkan HiperSport modela prikazan je na Međunarodnom sajmu automobila u Dubaiju 5. oktobra 2013. godine.
Ostala mesta gde je Lajkan HiperSport bio prikazan uključuju Međunarodni sajam brodova u Dubaiju (UAE); muzej istorijskih, starih i klasičnih automobila u Kuvajtu; i Кohen Кunil (Cohen&Cunil) u Marbelji, Španija.
Pemijerno prikazivanje Lajkan HiperSport modela, spremnog za saobraćaj, bilo je u Top Markesu Monako (Top Marques Monaco) u aprilu 2014. godine.  Lajkan HiperSport zvanično je pušten u prodaju u decembru 2014. godine. Zvanično ograničen na 7 primeraka, Lajkan HiperSport ima cenu od 3,4 miliona dolara ($3.4 million) i proizveden je u Torinu, Italija.
Osnivač R. Debas je u aprilu 2015. objavio da će V Motors otvoriti akademiju automobilskog dizajna, „V škola dizajna" („W Design School“), 2017. godine. Takođe u aprilu 2015. godine, Lajkan HiperSport model prikazan je u filmu „Paklene ulice 7" (Furious 7).
Projekt CARS video-igra za simulaciju moto-sporta koju je razvio Slajtli Med Studios (Slightly Mad Studios) i koju distribuira Bandaji Namko Gejms (Bandai Namco Games),objavio je Lajkan HiperSport model dostupan za preuzimanje (DLC) u maju 2015. godine.  Od 2016. godine, Lajkan HiperSport je dostupan u 11 drugih video igara, uključujući „]]" i „-{Forza Motorsport 6}-" u januaru 2016. godine kao DLC. 
U junu 2015. policija Abu Dabija kupila je Lajkan HiperSport.

## Sadašnjost
V Motors ima tri tima za dizajn automobila od 2012. godine,  od kojih su svi diplomirali studijski program dizajna transporta na Univerzitetu Koventri (Coventry University). Otvoreno je nekoliko postrojenja u Evropi, sa galvnim proizvodnim pogonom u Torinu, Italija, i sarađivao je sa međunarodnim parnerima i dobavljačima iz automobilske industrije, uključujući Magna Steir, Studiotorino (StudioTorino), Ruf Automobil (RUF Automobile), Novasis Inđenerija (Novasis Ingegneria) , ID4Motion,  i Univerzitet u Tokiju (University of Tokyo) u oblasti tehnologije, Frank Miler satovi (Franck Muller Watches) kao i „Quintessentially" usluge u oblasti luksuza.
Drugi model kompanije, Fenir SuperSport (Fenyr SuperSport), predstavljen je u novembru 2015. godine. Dva SUV modela, koji će biti proizvedeni u UAЕ (Ujedinjeni Arapski Emirati), i čija će cena biti u rasponu od 200-300 hiljada američkih dolara (US $200–300K), postavljena su za izložbu u aprilu 2016. godine, na Međunarodnoj izložbi automobila u Pekingu. Autmobil, čije ime još nije najavljeno, trebao je da bude predstavljen publici 2015. ili 2016. godine, čija će maloprodajna cena iznositi 200 hiljada američkih dolara.
V Motors je planirao da preseli svoje fabrike i proizvodne pogone u lučki grad Džebel Ali u UAE, negde u 2016. godini. Očekuje se da će fabrika do 2017. godine proizvesti više od 200 automobila godišnje, kada će početi proizvodnja linija limuzina i SUV-a. To bi bio prvi pogon za proizvodnju automobila u regionu sa istraživanjima na terenu (R&D), uključujući i probnu stazu. V Motors je u septembru 2017. potvrdio da će objekat biti izgrađen do 2020. godine.
Kompanija je u septembru 2017. godine takođe otkrila da će model Fenir SuperSport (Fenyr SuperSport), spreman za saobraćaj , biti predstavljen u novembru iste godne na otvaranju novog salona u Citi Valku 2 (City Walk 2). Takođe su ispitivali novi model, koji će biti predstavljen 2018. godine, čija će cena iznositi oko 500 hiljada američkih dolara (US $500,000), a biće u rangu sa sebi sličnim Lamborginijem Aventadorom SV (Lamborghini Aventador SV) ili Ferarijem F12 (Ferrari F12).

## Modeli

### Lajkan HiperSport (Lykan HyperSport)
Lajkan HiperSport pokreće 6-cilindrični flat 3,7-litarski (3746 cc) dvostruki turbo motor sa srednjim-zadnjim pogonom (mid-rear engine), razvijajući 780 KS (582 kV; 791 KS) i 960 Nm (-{708 lb⋅ft}-) obrtnog momenta, tvrdeći da brzinu od 0 do 100 km/h postigne za 2,8 sekundi dok je maksimalna brzina 404 km/h (251 mph).
Poseduje holografski displej sa interaktivnim kretanjem i taktilnom interakcijom. LED farovi su napravljeni od titanijumske oštrice ukrašene dijamantima i zadnjim svetlima sa safirima. Na raspolaganju je takođe i 24-časovna usluga portira koji je zadužen za opšte informacije 

### Lajkan Roadster (Lykan Roadster)
Samo tri od pet postoječih Lajkan Roadster-a biće prodato, dok će ostala dva biti korišćena u simulacijama sudara na Teksas Motor Spidveju (Texs Motor Speedway).
V Motors je preko svog Instagram profila objavio sliku prednjeg dela vozila sličnog trenutnom Lajkan-u sa opisom: „Možete li reći šta je drugačije u vezi ovog Lajkana?“, dok je kasnije objavio još jednu sliku i to zadnjeg dela uz opis: „ Iz ovog ugla, možete li reći koja je razlika? Samo je nekolicina dobro shvatila iz poslednje objave. „Mnogi fanovi su ovo videli kao nagoveštaj da će projekat napredovati. Vozilo je, prema izgledu, imalo veći deo karoserije izrađen od karbonskih vlakana; međutim, V Motors je kasnije objavio da „je skala..“ razlika.  Fotografije su bile od modela Frontiart 1:18.

### Fenir SuperSport (Fenyr SuperSport)
V Motors je 2013. godine objavio da će proizvesti drugu liniju superautomobila, a otkriveno je da će to biti 1,85-milionski  ($1.85 million) Fenir SuperSport, koji je ime dobio po Fenriru, monstuoznom vuku iz nordijske mitologije. Ovaj superautomobil, sa ograničenom proizvodnjom od 25 primeraka godišnje,   okusirao se na visoke performanse i diskretnije luksuzne detalje u poređenju sa onim po čemu je Lajkan HiperSport poznat. Koncept Fenir SuperSport-a poseduje dvostruki turbo punjač od 4.0L sa 900 KS (670 kV; 910 PS) i 811 lb⋅ft (1.100 Nm), sa ubrzanjem od 0 do 100 km/h  za 2,7 sekundi, dok maksimalna brzina koju može razviti je  401 km/h,  dok je težina praznog vozila 1.200 kg (2.600 lb). Fenir Supersport je predstavljen na Međunarodnom sajmu automobila u Dubaiju 2015. godine. 29. novembra 2017. godine otvaranjem novog V Motors prodajnog salona u Dubaiju, predstavljena je proizvodna verzija Fenir SuperSport-a, koji se razlikovao od kocepta modela.
Proizvodna verzija modela Fenir SuperSport ima 3.8L flat-6 motor sa dvostrukim turbopunjačem sa 800 KS (597 kV; 811 PS) i 723 lb 9 ft (980 Nm), i obrtni momenat kao i Meklaren P1 (McLaren P1). Brzinu od 0 do 100 km/h i dalje postiže za 2,7 sekundi, dok je maksimalna brzina koju može postići 417 km/h. Težina Fenira je sada 1350 kg, i ima odnos snage i težine od 593 KS (442 kV; 601 KS) po toni. Umesto jedinstvenih labudovih vrata kao kod Lajkan HiperSport modela, ovaj model predstavljen je sa vratima koji se otvaraju normalno-unazad. Samo 25 primeraka biće proizvedeno na godišnjem nivou. 
Fenir SuperSport je razvijen u saradnji sa ekološkim programom trkačkog automobila koji je podržao Kuimera (Quimera), proizvođač električnih automobila. Trkačka verzija SuperSport-a, Fenir SuperSport HSF (Fenyr SuperSport HSF), koristiće ono što V Motors naziva „hibridnim sintetičkim gorivom" i biti karbonski-neutralno.

### Fenir SuperSport HSF (Fenyr SuperSport HFS)
Trkačka verzija SuperSport-a, Fenir SuperSport HSF koristiće ono što V Motors naziva „hibridnim sintetičkim gorivom" i biti karbonski-neutralno.

### Luksuzno vozilo (Luxury sedan)
Još uvek neimenovani model automobila trebao je biti prestavljen 2016. godine. Porcenjeno je da bi se proizvodilo 100 automobila godišnje, dok bi cena jednog vozila iznosila oko 50 hiljada dolara (US $50,000). Premijera automobila bila je planirana za sajam automobila u Frankfurtu,  septembra 2015. godine. Trenutno nije poznato da li će ovaj model biti prezentovan.

### Luksuzno terensko vozilo (Luxury Sport Utility Vehicle)
Dva još neimenovana SUV modela, koja će biti proizvedena u UAE i koja će imati raspon cene od 200-300 hiljada dolara, predstavljena su u aprilu 2016. godine na Međunarodnoj izložbi automobila u Pekingu (Beijing International Automotive Exhibition). Fokus jednog modela biće na brzini sporskog automobila, dok će drugi biti dizajniran da bude terenski luksuzni automobil. Za razliku od ekskluzivnijih HiperSport i SuperSport modela, V Motors planira proizvodnju više od 100 primeraka SUV modela godišnje, sa značajno kraćim vremenom od narudžbine do isporuke, nego što je kod sportskih automobila.
Dizajn je objavljen u CNN-u 2015. godine. Još uvek nije poznato da li će ovaj model biti proizvođen.  

### Autonomna vozila (Autonomous vehicles)
Autonomno putničko vozilo koje je dizajnorao V Motors pod nazivom „MUSE“  biće predstavljeno u Šangaju 2019. godine (Auto Shanghai 2019.). Koncept vozila je predstavljen u salonu V Motors brenda u februaru, uz tvrdnju da je nivo automatizacije L5 (L5 automation level) i proizvodnjom u Dubaiju.

## Spoljašnje veze
„W Motors“ zvanični sajt